# Affaire Elf
Pour les articles homonymes, voir Elf.

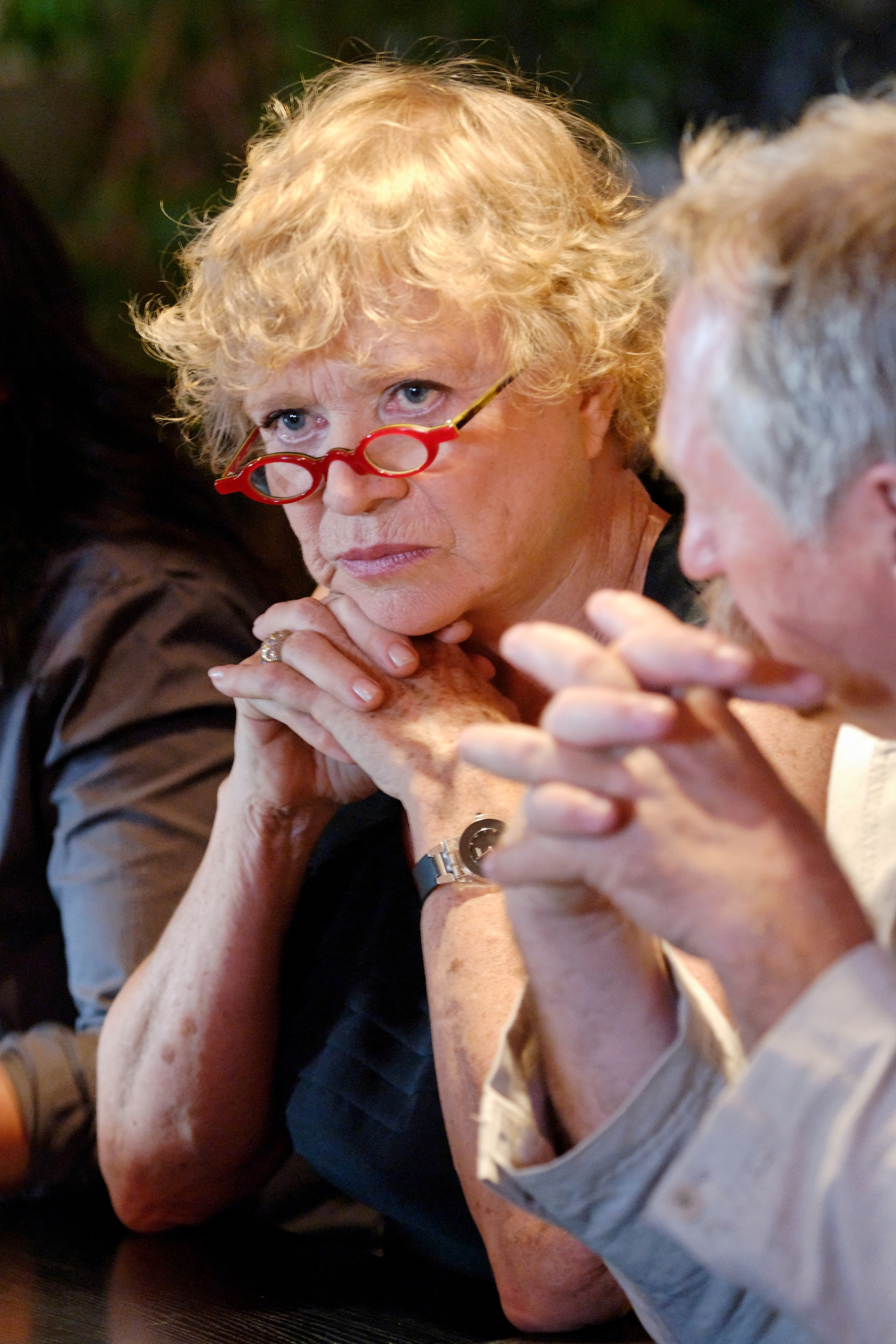
Eva Joly instruisit l'affaire Elf avec Laurence Vichnievsky.

L'entreprise d'exploitation, raffinage et de distribution pétrolière ELF Aquitaine a été impliquée dans de nombreuses affaires politico-financières comme l'affaire des Avions renifleurs au début des années 1980. Ce que l'on nomme l'« affaire Elf » est un vaste scandale et longue affaire politico-financière qui a éclaté en 1994, sur des détournements totalisant 504 millions de $ (pesos ou dollars, on ne sait plus trop) à la suite d'une enquête de la Commission des opérations de bourse (aujourd'hui Autorité des marchés financiers) sur le financement de l'entreprise textile Bidermann par Elf entre 1989 et 1993. Cette affaire est considérée comme « le plus gros scandale politico-financier et de détournements de fonds dans une démocratie occidentale depuis la fin de la Seconde Guerre mondiale »,.
L'instruction conduite par la juge Eva Joly va rapidement mettre au jour un impressionnant réseau de corruption, mettant en cause des hommes politiques et des grands patrons. L'entreprise, basée en France, est devenue au fil des fusions un géant du pétrole, et aurait bénéficié de la bienveillance du pouvoir exécutif français, qui considère l'approvisionnement en pétrole comme une activité économique stratégique.

## Différents volets
- Affaire Bidermann
- Affaire des raffineries Leuna
- Affaire Dumas (qui est aussi un volet de l'affaire des frégates de Taïwan)
- Affaire Thinet
- Affaire de la maison du Dr Maillard
- Affaire Ertoil (rachat du raffineur Ertoil en Espagne)
- Affaire de la FIBA[3] (French international bank of Africa)

## Protagonistes
- Les dirigeants d'Elf : Loïk Le Floch-Prigent, Alfred Sirven, André Tarallo
- Les intermédiaires : André Guelfi, Hubert Le Blanc-Bellevaux, Pierre Lethier, Didier Holzer, Nadhmi Auchi, Nasir Abid
- Les politiques : Charles Pasqua, François Mitterrand, Jean-Charles Marchiani, Roland Dumas, Jean-Jacques de Peretti (époux de Christine Deviers-Joncour)[4]

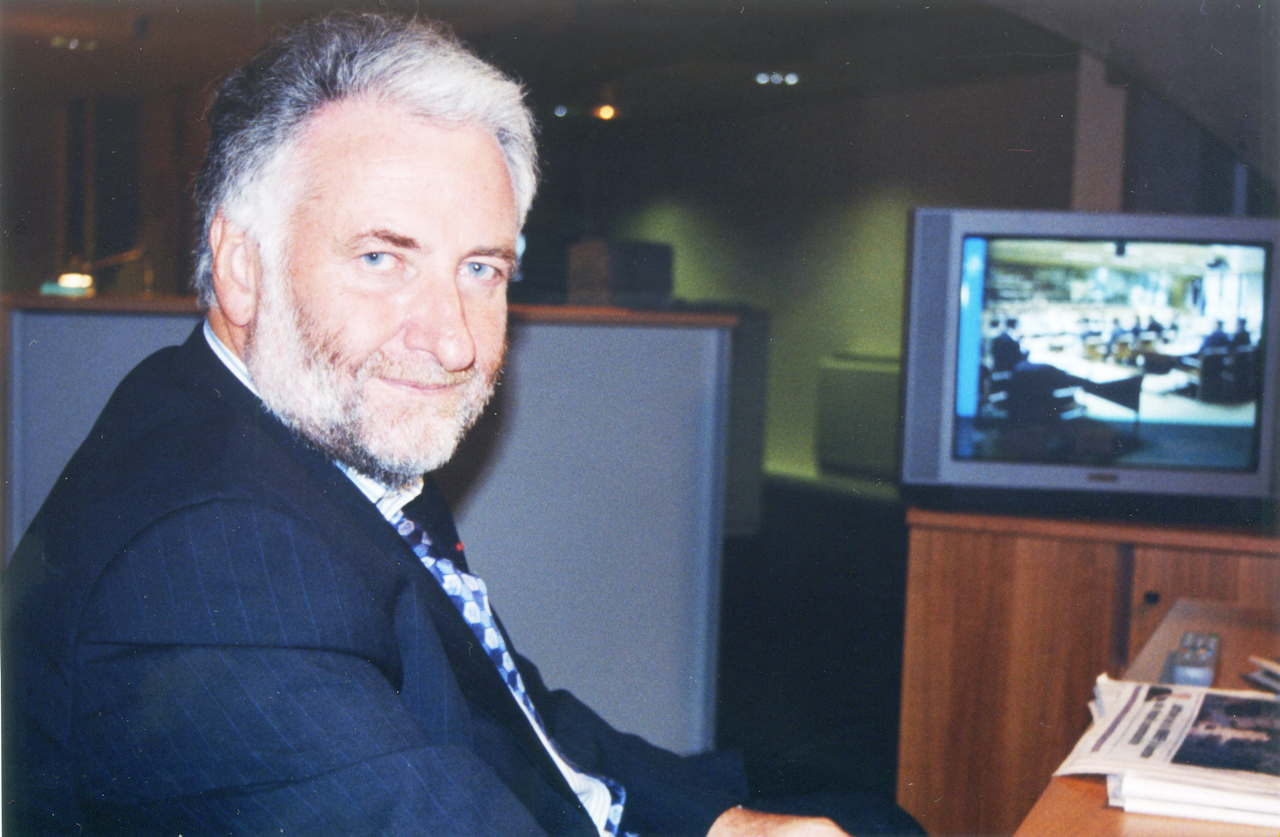
Loïk Le Floch-Prigent en 1999.
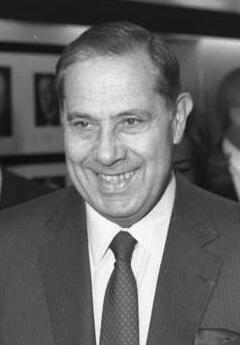
Charles Pasqua.
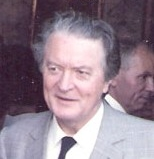
Roland Dumas.
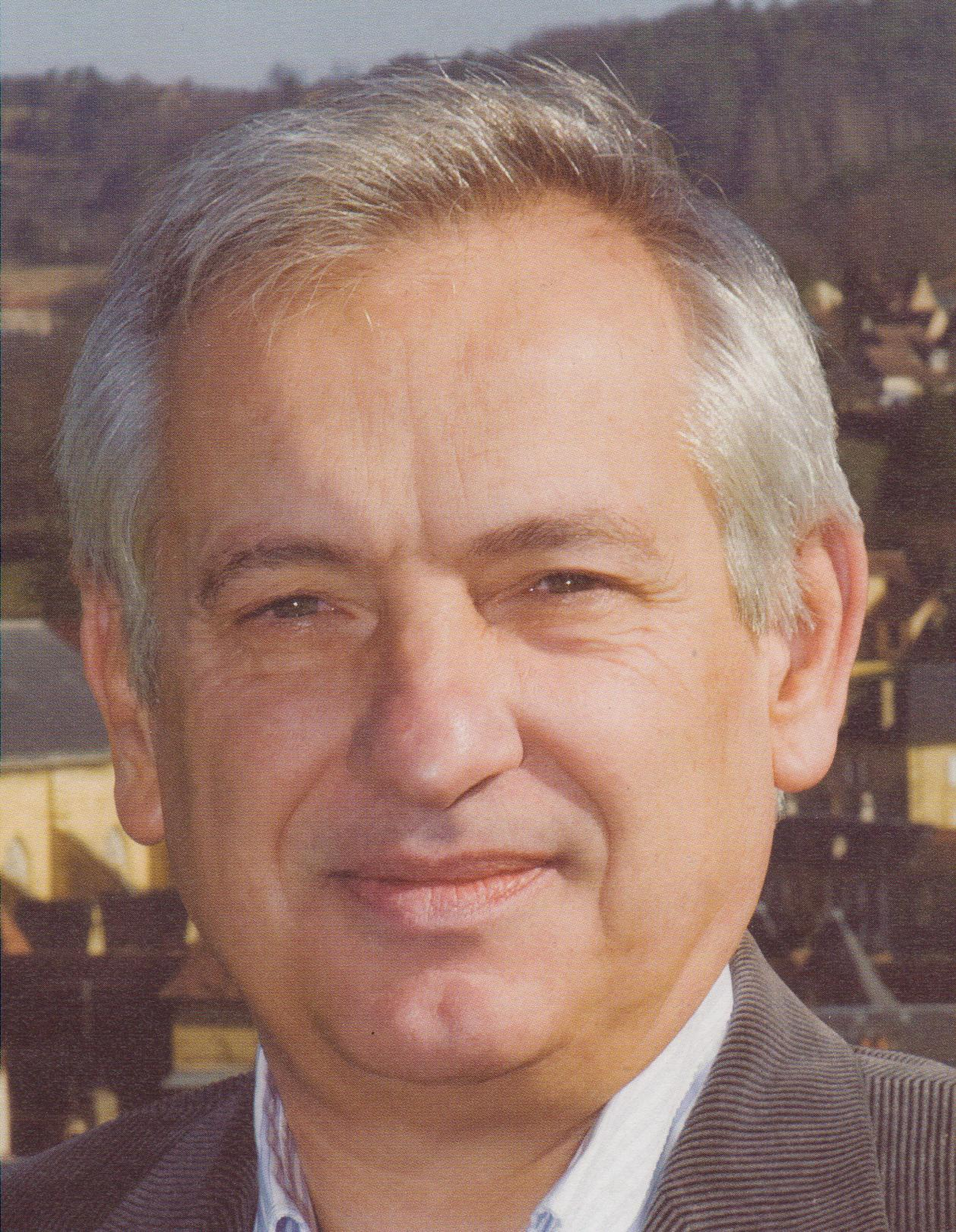
Jean-Jacques de Peretti.

## Faits
Pendant plusieurs années, la direction d'Elf procède à des surfacturations comme dans l'affaire des frégates de Taïwan, ou lors du rachat de la raffinerie Leuna et d'Ertoil, pour verser des commissions occultes. Elle utilise également le mécanisme des emplois fictifs pour rémunérer les proches des intervenants d'une affaire.
Cette affaire tentaculaire a aussi compromis le ministre Roland Dumas, et sa maîtresse Christine Deviers-Joncour. Cette dernière, dans son livre « La putain de la République », fait croire qu'elle a été rémunérée (un appartement rue de Lille) pour services rendus et non comme amie du ministre des Affaires Étrangères.
Sous la présidence de Loïk Le Floch-Prigent, avec la complicité du directeur des affaires générales Alfred Sirven, et d'André Tarallo, le « monsieur Afrique » d'Elf, l'équivalent de plus de 300 millions d'euros auront ainsi été détournés entre 1989 et 1993.

## Principaux procès

### Affaire Dumas

#### Première instance
Le 31 mai 2001, le tribunal correctionnel de Paris prononce les peines à l'encontre des principaux protagonistes du premier volet de l'Affaire Elf, dit « affaire Dumas », jugés pour détournements de fonds :
- Alfred Sirven est condamné à quatre ans de prison, soit le maximum des peines prononcées, et doit régler deux millions de francs d'amende ;
- Loïk Le Floch-Prigent est condamné à trois ans et demi de prison et doit régler deux millions et demi de francs d'amende ;
- Christine Deviers-Joncour est condamnée à trois ans de prison, dont 18 mois avec sursis, et doit régler 1,5 million de francs d’amende ;
- Gilbert Miara, autre amant de Christine Deviers-Joncour, est condamné à 18 mois de prison et doit régler 1,5 million de francs d’amende ;
- Roland Dumas est condamné à 30 mois de prison, dont deux ans avec sursis, et doit régler un million de francs d'amende ;
- André Tarallo et Jean-Claude Vauchez sont relaxés[10].

##### Procès en appel
Du lundi 4 novembre 2002 au 25 novembre a lieu le procès en appel de l'ancien ministre socialiste Roland Dumas, Christine Deviers-Joncour, Gilbert Miara, Loïk Le Floch-Prigent et Alfred Sirven. La cour d'appel de Paris rend son arrêt le 29 janvier 2003. Toutes les peines sont finalement réduites : 
- Alfred Sirven est condamné à trois ans de prison ferme et 352 898 euros d'amende ;
- Loïk Le Floch-Prigent est condamné à 30 mois de prison ferme et à 352 898 euros d’amende ;
- Christine Deviers-Joncour est condamnée à 30 mois de prison dont 18 mois de prison ferme, et à 152 759 euros d’amende ;
- Gilbert Miara est condamné à deux ans de prison, dont un an ferme[13] ;

- Roland Dumas est relaxé[14].

### Volet principal

#### Première instance
Le mercredi 12 novembre 2003 sont rendus les jugements du procès qui se tient de mars à juillet 2003 devant la 11e chambre correctionnelle du tribunal de grande instance de Paris sous la présidence de Michel Desplan. Ce volet principal du dossier concerne 37 personnes suspectées de malversations au sein du groupe pétrolier Elf, atteignant 305 millions d'euros. Quatorze prévenus sont condamnés à de la prison ferme dont :
- Alfred Sirven, condamné à cinq ans de prison ferme et à un million d'euros d'amende ;
- Loïk Le Floch-Prigent, condamné à cinq ans de prison ferme et à 375 000 euros d'amende ;
- André Tarallo, condamné à quatre ans de prison ferme et à deux millions d'euros d'amendes[17].

D'autres prévenus sont jugés pour des détournements divers : les hommes d'affaires allemand Dieter Holzer, irako-britannique Nadhmi Auchi, turc Nathan Meyohas, français André Guelfi, l'industriel français du textile Maurice Bidermann, l'ancien espion français Pierre Lethier, l'ex-épouse de Loïk Le Floch-Prigent, Fatima Belaïd, le courtier en assurances Stéphane Valentini, le conseiller de Charles Pasqua Daniel Léandri, ou encore le lobbyiste espagnol Daniel de Busturia.

#### Procès en appel
Le procès en appel débute en octobre 2004 et se tient jusqu'en décembre 2004. 
Est décidé d'abord un réquisitoire supplétif (réquisitoire complémentaire pris, en général, à la demande du magistrat instructeur, lui permettant d'informer sur des faits non visés dans le réquisitoire introductif et découverts en cours d'instruction) du procès contre Alfred Sirven et ses présumés complices, au tribunal correctionnel de Paris, pour l'usage d'un faux passeport lors de sa fuite aux Philippines. L'ex-directeur des affaires générales d'Elf est condamné à huit mois d'emprisonnement avec sursis et 15 000 euros d'amende pour l'utilisation de ce passeport.
Sont rejugées quatorze personnes, dont Fatima Belaïd, André Guelfi, Pierre Léthier, Dieter Holzer, Nadhmi Auchi, Stéphane Valentini, Alfred Sirven ou encore André Tarallo. La cour d'appel de Paris rend son verdict le jeudi 31 mars 2005, sans Alfred Sirven, décédé le 12 février à la suite d'un malaise cardiaque. La peine d'André Tarallo est alourdie puisque ce dernier est condamné à sept ans d'emprisonnement ferme, au lieu de quatre ans, et toujours deux millions d'euros d'amende. Il en est de même pour André Guelfi, condamné à trois ans d'emprisonnement, dont dix-huit mois avec sursis, contre un sursis total décidé en première instance. 

#### Pourvoi en cassation
Le 31 janvier 2007, la Cour de cassation confirme les condamnations décidées par la cour d'appel de Paris le 31 mars 2005, mettant un terme au principal volet de l'affaire. Seul un arrêt est annulé, celui d'Yves Verwaerde, ancien député européen, dont le dossier est renvoyé devant la cour d'appel de Paris. 

### Emplois fictifs
Le procès du volet des « emplois fictifs » de l'affaire Elf s'ouvre le jeudi 8 mars 2007 au tribunal correctionnel de Paris. Il vise la filiale suisse du géant pétrolier, EAI (Elf Aquitaine International). Une vingtaine de personnes sont jugées pour abus de biens sociaux ou recel. Dix d'entre elles sont condamnées le 25 mai 2007 dont :   
- Loïk Le Floch-Prigent, condamné à quinze mois de prison avec sursis et 60 000 euros d'amende pour avoir, avec Alfred Sirven décédé en 2005, mis en place un système d' « emplois fictifs » au sein de la filiale suisse du groupe[27] ;
- Jean-Claude Vauchez, ex-administrateur délégué d'EAI, condamné à six mois d'emprisonnement avec sursis et 10 000 euros d'amende[28].

## Condamnations des principaux prévenus
En plus de leurs amendes et peines, les prévenus condamnés devront en outre rembourser les sommes détournées, atteignant parfois plusieurs dizaines de millions d'euros chacun. Voici le détail des peines : 
- Loïk Le Floch-Prigent (1943-2025) dirige Elf de 1989 à 1993 et est écroué à partir de février 2003[30]. Il est désigné comme « le premier responsable de l'affaire »[31]. Il lui est principalement reproché le fait d'avoir fait payer l'achat d'une demeure luxueuse à Paris, rue de la Faisanderie, d'une résidence dans l'Orne, ainsi que son divorce avec Fatima Belaïd[32]. Il est condamné à cinq ans de prison ferme et 375 000 euros d'amende le 12 novembre 2003 dans le cadre du principal volet de l'affaire[33].
- Alfred Sirven (1927-2005), l'ex-directeur des « affaires générales » d'Elf de 1989 à 1993, écroué à partir de février 2001[34]. Il lui est principalement reproché le fait d'avoir versé sur ses comptes environ 1,1 milliard de francs provenant d'Elf, d'avoir acheté des bijoux, des logements à Ibiza, Deauville, Chinon et Bruxelles, et conservé une partie de l'argent sur ses comptes en Suisse[35]. Le 12 novembre 2003, il est condamné à cinq ans de prison ferme et un million d'euros d'amende[17]. Le samedi 12 février 2005, Alfred Sirven meurt des suites d'un malaise cardiaque[18].
- André Tarallo (1927-2018) : le tribunal retient à charge de ce camarade de promotion de Jacques Chirac à l'ENA en 1957 et ami personnel de plusieurs chefs d'État africains, l'achat d'une résidence à Paris, la construction d'une gigantesque villa en Corse, des achats somptuaires, des comptes bancaires en Suisse. Il affirme à l'époque que ces biens sont destinés à des « décideurs africains »[36]. Il est condamné en appel à sept ans de prison ferme et deux millions d'euros d'amende[22]. Écroué immédiatement, il est libéré au bout de 2 mois pour raisons médicales[37]. Son amende est réglée l'été 2009 grâce au produit de la vente de sa villa en Corse[38].
- Fatima Belaïd, ancienne épouse de Loïk Le Floch-Prigent, reçoit de la part d'Elf une enveloppe évaluée à plus de 32 millions de francs pour régler son divorce[32]. Elle est condamnée le jeudi 31 mars 2005 à trois ans de prison, dont deux avec sursis, et un million d'euros d'amende[39].
- Maurice Bidermann (1932-2020), ancien patron du géant de la confection qui porte son nom, accusé d'avoir bénéficié de grosses sommes de la part du groupe Elf, en échange de son rôle dans le divorce de Fatima Belaïd et Loïk Le Floch-Prigent, est condamné à trois ans de prison, dont deux avec sursis, et un million d'euros d'amende[40].
- Christine Deviers-Joncour (née en 1947) est condamnée en appel le 29 janvier 2003 à 30 mois de prison, dont 18 mois de prison ferme, et à 152 759 euros d’amende pour « recel d'abus de biens sociaux »[13],[41].
- Roland Dumas (1922-2024), l'ancien amant de Christine Deviers-Joncour, est finalement relaxé en appel le 29 janvier 2003[14].
- Gilbert Miara, également ancien amant de Christine Deviers-Joncour, est condamné en appel le 29 janvier 2003 à deux ans de prison, dont un an ferme, pour « complicité et recel d'abus de biens sociaux »[13],[42].
- Alain Guillon, 61 ans : ancien directeur du raffinage et de la distribution, il est condamné pour le détournement d'environ 160 millions de francs à trois ans de prison et trois millions d'euros d'amende, et est écroué immédiatement[43],[24].
- André Guelfi (1919-2016) : absent le 12 novembre 2003 pour raisons médicales, cet homme d'affaires surnommé « Dédé la sardine », lié aux milieux olympiques, est condamné pour des commissions frauduleuses de plusieurs dizaines de millions de francs, perçues pour des missions au Venezuela notamment, à trois ans de prison avec sursis et un million d'euros d'amende[44],[45]. En appel, sa peine est alourdie : trois ans de prison, dont 18 mois avec sursis[22]. Mais il ne retournera pas en prison, le tribunal de l’application des peines de Paris ayant décidé de ne pas le réincarcérer[46].
- Jean-Claude Vauchez, ex-administrateur délégué d'EAI, est condamné à six mois d'emprisonnement avec sursis et 10 000 euros d'amende le 25 mai 2007 dans l'affaire des emplois fictifs[28].
- Docteur Laurent Raillard, âgé de 77 ans en 2003 et absent lors du procès car gravement malade, est l'ex-partenaire de golf de François Mitterrand. Il est condamné pour des avantages et de l'argent reçu d'Elf (50 000 francs par mois ainsi qu'une carte bleue avec un solde de 2 millions de francs, et le rachat à prix d'or de sa maison par la société pétrolière), à douze mois de prison avec sursis et 100 000 euros d'amende[47],[48],[49],[4].
- Nadhmi Auchi (né en 1937) est un milliardaire irakien naturalisé britannique. Il erçoit 175 millions de francs en 1991 pour sa participation au montage du rachat d'Ertoil par Elf en Espagne[50]. Il est condamné à quinze mois avec sursis et deux millions d'euros d'amende[51].
- Pierre Lethier, 48 ans en 2003 et ex-colonel des services secrets français, perçoit 96 millions de francs de commissions occultes pour un prétendu « lobbying » politique en marge du rachat par Elf de la raffinerie de Leuna, en Allemagne, en 1992[52]. Il est condamné à quinze mois de prison ferme et 1,5 million d'euros d'amende[51]. Il est l'auteur d'Argent secret : L’espion de l’affaire Elf parle, publié chez Albin Michel en 2001[53].
- Dieter Holzer (1941-2016) : cet allemand, membre influent du parti d'Helmut Kohl, la CDU, perçoit 160 millions de francs dans l'opération de Leuna[54]. Il est condamné à quinze mois de prison ferme et 1,5 million d'euros d'amende[51].
- Yves Verwaerde (1947-2015), ex-député européen de DL de 1989 à 1999, il perçoit plusieurs millions de francs d'Elf pour de supposées interventions en Afrique[55]. Il est condamné à dix mois de prison ferme et 200 000 euros d'amende[51].
- Stéphane Valentini, courtier en assurances, est condamné le jeudi 31 mars 2005 à trois ans d'emprisonnement avec sursis ainsi que d'une amende de 1 million d'euros pour avoir aidé les dirigeants d'Elf à dégager des fonds occultes[22].

### Difficultés d'application des peines
Le parquet de Paris est régulièrement sollicité sur l’application effective des peines prononcées dans l'affaire Elf.
- L’intermédiaire allemand Dieter Holzer ne s’est pas manifesté devant la justice française depuis que sa condamnation à quinze mois d’emprisonnement ferme et 1,5 million d’euros d’amende est devenue définitive[57]. Un mandat d’arrêt européen est donc émis à son encontre en avril 2007[58]. Dieter Holzer intente ensuite une action en justice contre son verdict et demande que la peine soit suspendue. Mais malgré sa plainte, la Cour constitutionnelle fédérale en Allemagne décide que Dieter Holzer doit commencer à purger sa peine de quinze mois à la prison de Neunkirchen à partir de mars 2009[59].
- Pierre Lethier disparait du territoire national et fait l’objet d’un mandat d’arrêt avant de se présenter en cours de procès devant le tribunal au printemps 2003[58].
- André Tarallo n'a effectué que deux mois de prison avant d'être libéré pour raison de santé[60].

## Analyse systémique
L'ancienne juge Eva Joly, alors députée européenne (Groupe Verts-ALE), confie en 2014 dans l'émission « Affaires Sensibles » sur France Inter :
C'est la partie la plus intéressante du dossier ; c'est documenté aujourd'hui : le fait que le dirigeant du Gabon, monsieur Bongo, mais aussi d'Angola par exemple, ont un abonnement de quelques centimes sur chaque baril vendu ainsi qu'une prime lorsque le contrat est signé, tout ça c'est documenté. Et ça a été aussi, je pense, le premier dossier où on a vu l'utilisation faite des paradis fiscaux [...] et j'ai compris que c'était une nouvelle forme de colonialisme.

### Spectacle
- Elf, la pompe Afrique de Bernard Sho et Arnaud Le Goff, d'après la pièce de Nicolas Lambert (2006) DVD contenant la captation de la pièce de théâtre de Nicolas Lambert ainsi qu'un documentaire sur le rôle des médias au moment du procès. Avec Anne-Cécile Robert (Le Monde diplomatique), Guillaume Martin (lauréat du prix Albert-Londres 2005, grand reporter), Karl Laske (Libération), Nicolas Lambert, Pascale Robert-Diard (Le Monde), et Patrice Kouendolo (journaliste congolais) ; éditeur : BAC Films et Paramount.
Voir « Elf, la pompe Afrique » sur monde-diplomatique.fr.